# Regeringens råd för kontakt med trossamfunden
Regeringens råd för kontakt med trossamfunden, ofta kallat Trossamfundsrådet, bildades år 2000[källa behövs] och har som syfte att främja dialog och samarbete mellan staten och olika trossamfund i Sverige. Rådet fungerar som en plattform för att diskutera frågor som rör religionens roll i samhället och hur trossamfund kan bidra till samhällsutvecklingen.
Rådet består av representanter från olika trossamfund, en representant från regeringsunderlaget och en representant från oppositionen i riksdagen samt  myndighetschef för Myndigheten för stöd till trossamfund (SST) och ansvarigt statsråd samt statssekreterare.
Nuvarande mandatperiod löper 2023 till 2026 och från trossamfunden är följande paraplyorganisationer för trossamfunden representerade:
- Islamiska samarbetsrådet
- Judiska centralrådet
- Sveriges kristna råd
- Sveriges buddhistiska gemenskap[1]